# Rolf Hosemann
Rolf Hosemann (* 20. April 1912 in Rostock; † 28. September 1994 in Berlin) war ein deutscher Physiker, der die mathematischen Grundlagen zur Theorie des Parakristalls gelegt hat.
Er studierte an der Universität Marburg und an der Universität Freiburg. 1936 wurde er in Freiburg promoviert. Das Thema seiner Dissertation Die Radioaktivität des Samariums hatte er noch von seinem akademischen Lehrer George de Hevesy erhalten, der Deutschland 1934 wegen seiner jüdischen Abstammung verlassen musste. 1939 habilitierte er sich mit einer Arbeit über Röntgenkleinwinkelstreuung an Cellulose.
1951 wurde er wissenschaftlicher Mitarbeiter bei Max von Laue am Kaiser-Wilhelm-Institut für physikalische Chemie und Elektrochemie in Berlin, dem späteren Fritz-Haber-Institut. 1960 wurde ihm die Leitung einer eigenen Abteilung am Fritz-Haber-Institut übertragen, 1966 berief ihn die Max-Planck-Gesellschaft zum Wissenschaftlichen Mitglied. Er wurde 1980 emeritiert.
Um 1950 begründete er die Theorie des Parakristalls.
Der Fachbereich Chemie der Freien Universität Berlin verlieh ihm am 18. Februar 1974 den Ehrendoktor in Würdigung seiner Verdienste um die Entwicklung der theoretischen Kristallographie, insbesondere der Theorie des Parakristalls, und seiner grundlegenden Arbeiten zur Struktur der Makromoleküle.
Hosemann war mit Ursula (geb. Siebold) verheiratet, mit der er vier Söhne hatte.

## Veröffentlichungen (Auswahl)
- Die Radioaktivität des Samariums. In: Zeitschrift für Physik 99, 1936, S. 405–427.
- mit S. N. Bagchi: Direct analysis of diffraction by matter. North-Holland Publishing Co., Amsterdam 1962

## Weblink
- Literatur von und über Rolf Hosemann im Katalog der Deutschen Nationalbibliothek

| Personendaten    | Personendaten      |
| ---------------- | ------------------ |
| NAME             | Hosemann, Rolf     |
| KURZBESCHREIBUNG | deutscher Physiker |
| GEBURTSDATUM     | 20. April 1912     |
| GEBURTSORT       | Rostock            |
| STERBEDATUM      | 28. September 1994 |
| STERBEORT        | Berlin             |